# 宋朝知湖州军州事列表
| 姓名     | 阶官/遥郡官                                          | 贴职                      | 上任时间                                  | 离任时间                                    | 离任原因                                                     |
| -------- | ---------------------------------------------------- | ------------------------- | ----------------------------------------- | ------------------------------------------- | ------------------------------------------------------------ |
| 王洞     | 将作监丞                                             |                           | 太平兴国三年 （978年） 七月               | 六年 （981年） 六月                         | 罢免                                                         |
| 梁扆     | 右补阙                                               |                           | 六年 （981年） 三月                       | 是年 （981年） 四月                         | 赴阙                                                         |
| 潘慎修   | 太子赞善大夫                                         |                           | 六年 （981年） 六月                       | 九年 （984年） 十二月                       | 罢免                                                         |
| 郑建     | 饲部司员外郎                                         |                           | 雍熙三年 （986年） 十月                   | 端拱元年 （988年） 九月                     | 罢免                                                         |
| 张隐     | 水部司员外郎                                         |                           | 端拱元年 （988年） 九月                   | 淳化二年 （991年） 正月                     | 卒                                                           |
| 卫渎     | 饲部司员外郎                                         |                           | 淳化二年 （991年） 四月                   | 是年 （991年） 九月                         | 罢免                                                         |
| 乐和     | 左正言                                               |                           | 三年 （992年） 三月                       | 是年 （992年） 四月                         | 罢免                                                         |
| 李韶     | 殿中侍御史                                           |                           | 三年 （992年） 六月                       | 五年 （994年） 七月                         | 罢免                                                         |
| 谢泌     | 金部司员外郎                                         |                           | 五年 （994年） 十月                       | 至道三年 （997年） 六月                     | 罢免                                                         |
| 周师望   | 屯田司员外郎                                         |                           | 至道三年 （997年） 六月                   | 咸平二年 （999年） 六月                     | 罢免                                                         |
| 李范     | 都官司郎中                                           |                           | 咸平二年 （999年） 七月                   | 五年 （1002年） 六月                        | 罢免                                                         |
| 杜惟一   | 水部司郎中                                           |                           | 五年 （1002年） 六月                      | 景德二年 （1005年） 四月                    | 罢免                                                         |
| 高贻庆   | 侍御史                                               |                           | 景德二年 （1005年） 四月                  | 四年 （1007年） 十二月                      | 改任荆湖转运使                                               |
| 苏为     | 都官司员外郎                                         |                           | 大中祥符元年 （1008年） 二月              | 二年 （1009年） 八月                        | 罢免                                                         |
| 刁衎     | 刑部司郎中                                           | 直秘阁                    | 二年 （1009年） 八月                      | 五年 （1012年） 正月                        | 罢免                                                         |
| 王膺     | 水部司员外郎                                         |                           | 五年 （1012年） 正月                      | 七年 （1014年） 八月                        | 罢免                                                         |
| 李惟幹   | 虞部司员外郎                                         |                           | 七年 （1014年） 九月                      | 九年 （1016年） 十二月                      | 罢免                                                         |
| 李餗     | 殿中侍御史                                           |                           | 九年 （1016年） 十二月                    | 天禧二年 （1018年） 九月                    | 罢免                                                         |
| 郑天益   | 都官司员外郎                                         |                           | 天禧二年 （1018年） 十一月                | 五年 （1021年） 正月                        | 差广南西路转运使                                             |
| 王文震   | 考功司员外郎                                         |                           | 五年 （1021年） 三月                      | 天圣元年 （1023年） 九月                    | 罢免                                                         |
| 高谨交   | 职方司员外郎                                         |                           | 天圣元年 （1023年） 九月                  | 三年 （1025年） 五月                        | 罢免                                                         |
| 丁度     | 太常寺博士                                           | 直集贤院                  | 三年 （1025年） 五月                      | 五年 （1027年） 十月                        | 罢免                                                         |
| 王冕     | 都官司员外郎                                         |                           | 五年 （1027年） 十月                      | 七年 （1029年） 四月                        | 丁忧                                                         |
| 王鬷     | 司封司员外郎                                         |                           | 七年 （1029年） 四月                      | 八年 （1030年） 四月                        | 移知苏州                                                     |
| 王盘     | 度支司郎中                                           |                           | 八年 （1030年） 四月                      | 明道元年 （1032年） 十月                    | 罢免                                                         |
| 柳宏     | 都官司郎中                                           |                           | 明道元年 （1032年） 十月                  | 景祐元年 （1034年） 六月                    | 差广南西路转运使                                             |
| 慎镛     | 礼部司郎中                                           | 秘阁校理                  | 景祐元年 （1034年） 六月                  | 三年 （1036年） 六月                        | 罢免                                                         |
| 叶参     | 兵部司郎中                                           |                           | 三年 （1036年） 六月                      | 四年 （1037年） 十月                        | 分司南京                                                     |
| 鲍当     | 职方司郎中                                           |                           | 四年 （1037年） 八月                      | 五年 （1038年） 二月                        | 卒                                                           |
| 周允迪   | 仓部司郎中                                           |                           | 宝元元年 （1038年） 七月                  | 二年 （1039年） 八月                        | 移知衡州                                                     |
| 滕宗谅   | 饲部司员外郎 ↓ 刑部司员外郎                          | 直集贤院                  | 二年 （1039年） 六月                      | 康定元年 （1040年） 十二月                  | 移知泾州                                                     |
| 胡宿     | 太常寺博士                                           | 集贤校理                  | 康定二年 （1041年） 四月                  | 慶曆三年 （1043年） 四月                    | 迁两浙路转运使                                               |
| 陈亚     | 金部司郎中                                           |                           | 慶曆三年 （1043年） 四月                  | 五年 （1045年） 四月                        | 罢免                                                         |
| 马寻     | 金部司郎中                                           |                           | 五年 （1045年） 四月                      | 七年 （1047年） 四月                        | 罢免                                                         |
| 唐询     | 工部司员外郎                                         | 直史馆                    | 七年 （1047年） 四月                      | 皇祐元年 （1049年） 四月                    | 迁江南西路转运使                                             |
| 戚舜元   | 水部司郎中 ↓ 司封司郎中                              |                           | 皇祐元年 （1049年） 四月                  | 三年 （1051年） 二月                        | 罢免                                                         |
| 张昷之   | 刑部司郎中                                           | 天章阁侍制                | 三年 （1051年） 二月                      | 四年 （1052年） 九月                        | 移知扬州                                                     |
| 章岷     | 度支司员外郎 ↓ 司封司员外郎                          | 集贤校理                  | 四年 （1052年） 十月                      | 至和元年 （1054年） 十一月                  | 罢免                                                         |
| 杨紘     | 刑部司郎中 ↓ 兵部司郎中 ↓ 太常寺少卿                 |                           | 至和元年 （1054年） 十一月                | 嘉祐二年 （1057年） 六月                    | 罢免                                                         |
| 徐起     | 光禄寺卿 ↓ 秘书省监                                  |                           | 嘉祐二年 （1057年） 六月                  | 三年 （1058年） 八月                        | 移知单州                                                     |
| 盛申甫   | 司封司员外郎 ↓ 工部司郎中                            | 集贤校理                  | 三年 （1058年） 十月                      | 五年 （1060年） 十月                        | 罢免                                                         |
| 齐廓     | 光禄寺卿                                             | 直秘阁                    | 五年 （1060年） 十月                      | 六年 （1061年） 九月                        | 以疾分司南京                                                 |
| 鲍轲     | 度支司郎中                                           |                           | 六年 （1061年） 九月                      | 七年 （1062年） 六月                        | 移知吉州                                                     |
| 张田     | 屯田司员外郎 ↓ 都官司员外郎 ↓ 职方司员外郎           |                           | 七年 （1062年） 六月                      | 治平元年 （1064年） 五月                    | 移知庐州                                                     |
| 徐仲谋   | 职方司郎中                                           |                           | 治平元年 （1064年） 五月                  | 三年 （1066年） 五月                        | 罢免                                                         |
| 盛申甫   | 兵部司郎中                                           | 集贤校理                  | 三年 （1066年） 五月                      | 四年 （1067年） 四月                        | 卒                                                           |
| 王异     | 司封司郎中                                           | 秘阁校理                  | 四年 （1067年） 七月                      | 熙宁元年 （1068年） 二月                    | 赴阙                                                         |
| 唐诏     | 司勋司郎中                                           |                           | 熙宁元年 （1068年） 四月                  | 二年 （1069年） 九月                        | 移知太平州，改知潭州                                         |
| 徐绶     | 司封司郎中                                           | 集贤校理                  | 二年 （1069年） 十一月                    | 四年 （1071年） 十一月                      | 罢免                                                         |
| 孙觉     | 右正言                                               | 直集贤院                  | 四年 （1071年） 十一月                    | 六年 （1073年） 三月                        | 移知庐州                                                     |
| 王介     | 职方司员外郎 ↓ 饲部司郎中                            | 秘阁校理                  | 六年 （1073年） 四月                      | 是年 （1073年） 十二月                      | 赴阙                                                         |
| 李常     | 太常寺博士 ↓ 饲部司员外郎                            | 秘阁校理                  | 七年 （1074年） 三月                      | 九年 （1076年） 三月                        | 移知齐州                                                     |
| 章惇     | 右正言                                               |                           | 九年 （1076年） 三月 十年 （1077年） 四月 | 是年 （1076年） 十一月 是年 （1077年） 五月 | 移知荆南府 丁母忧                                            |
| 鞠真卿   | 太常寺博士                                           | 直秘阁                    | 十年 （1077年） 八月                      | 元丰元年 （1078年） 九月                    | 移知蔡州                                                     |
| 王安礼   | 太常寺博士                                           | 直集贤院                  | 元丰元年 （1078年） 十月                  | 是年 （1078年） 十一月                      | 赴阙                                                         |
| 苏轼     | 饲部司员外郎                                         | 直史馆                    | 二年 （1079年） 四月                      | 是年 （1079年） 七月                        | 以事系御史台狱                                               |
| 陈侗     | 太常寺博士                                           | 集贤校理                  | 二年 （1079年） 十一月                    | 三年 （1080年） 三月                        | 移知宣州                                                     |
| 唐俶问   | 工部司员外郎 ↓ （元丰改制 以阶易官） 朝奉郎 ↓ 朝散郎 |                           | 三年 （1080年） 八月                      | 五年 （1082年） 十月                        | 授吏部司员外郎，赴阙                                         |
| 闾丘孝直 | 朝散大夫                                             |                           | 六年 （1083年） 三月                      | 是年 （1083年） 十二月                      | 改任淮南东路提点刑狱公事                                     |
| 滕元发   | 正议大夫 ↓ 光禄大夫                                  |                           | 七年 （1084年） 八月                      | 八年 （1085年） 九月                        | 移知苏州                                                     |
| 吕希道   | 中散大夫                                             |                           | 八年 （1085年） 十二月                    | 元祐二年 （1087年） 八月                    | 罢免                                                         |
| 林希     | 朝请郎 ↓ 朝奉大夫                                    | 集贤殿修撰                | 元祐二年 （1087年） 八月                  | 四年 （1089年） 正月                        | 移知江宁府兼任江南东路兵马钤辖                               |
| 吕温卿   | 右承议郎                                             |                           | 四年 （1089年） 二月                      | 六年 （1091年） 二月                        | 移知明州                                                     |
| 张询     | 左朝请郎                                             |                           | 六年 （1091年） 二月                      | 八年 （1093年） 二月                        | 罢免                                                         |
| 唐坰     | 左朝散郎                                             |                           | 八年 （1093年） 三月                      | 绍圣元年 （1094年） 七月                    | 罢免                                                         |
| 钟浚     | 左朝请郎                                             |                           | 绍圣元年 （1094年） 七月                  | 是年 （1094年） 七月                        | 卒                                                           |
| 王安上   | 宣德郎                                               |                           | 绍圣元年 （1094年） 九月                  | 三年 （1096年） 十一月                      | 罢免                                                         |
| 马城     | 通直郎                                               |                           | 三年 （1096年） 十一月                    | 四年 （1097年） 闰二月                      | 移知颍州                                                     |
| 余中     | 朝奉郎                                               | 秘阁校理                  | 四年 （1097年） 六月                      | 元符元年 （1098年） 三月                    | 移知杭州                                                     |
| 丰稷     | 朝请郎                                               | 龙图阁侍制                | 元符元年 （1098年） 六月                  | 二年 （1099年） 三月                        | 移知杭州                                                     |
| 蒋之幹   | 朝请大夫                                             |                           | 二年 （1099年） 六月                      | 三年 （1100年） 十二月                      | 赴阙                                                         |
| 徐铎     | 朝奉大夫                                             |                           | 三年 （1100年） 十二月                    | 崇宁元年 （1102年） 二月                    | 移知河中府                                                   |
| 晁补之   | 朝散郎                                               |                           | 崇宁元年 （1102年） 四月                  | 是年 （1102年） 五月                        | 移知密州                                                     |
| 吕嘉问   | 中大夫                                               |                           | 崇宁元年 （1102年） 闰六月                | 是年 （1102年） 闰六月                      | 移知成都府                                                   |
| 林颜     | 左朝议大夫 ↓ 左中散大夫                              |                           | 崇宁元年 （1102年） 八月                  | 三年 （1104年） 正月                        | 移知庐州充淮南西路兵马钤辖                                   |
| 王瑛     | 右朝议大夫                                           |                           | 三年 （1104年） 四月                      |                                             |                                                              |
| 王泽     | 朝请郎                                               |                           | 四年 （1105年） 闰三月                    | 五年 （1106年） 二月                        | 赴阙                                                         |
| 吴絪     | 朝请郎                                               | 显谟阁侍制                | 五年 （1106年） 二月                      | 大观元年 （1107年） 三月                    | 罢免                                                         |
| 鲍朝宾   | 朝奉郎                                               |                           | 大观元年 （1107年）                       |                                             |                                                              |
| 王仲薿   | 朝议大夫                                             | 直秘阁                    | 三年 （1109年） 四月                      |                                             |                                                              |
| 叶棣     | 朝请大夫                                             |                           | 四年 （1110年） 三月                      | 政和元年 （1111年） 正月                    | 罢免                                                         |
| 章援     | 朝散郎 ↓ 朝请郎                                      |                           | 政和元年 （1111年） 正月                  | 四年 （1114年） 三月                        | 罢免                                                         |
| 叶唐稽   | 朝请大夫                                             |                           | 四年 （1114年） 四月                      | 是年 （1114年） 十二月                      | 改任京东东路提点刑狱公事                                     |
| 盛瑜     | 朝请大夫                                             | 直秘阁                    | 五年 （1115年） 二月                      | 七年 （1117年） 四月                        | 提点南京鸿庆宫                                               |
| 沈麟     | 朝请郎 ↓ 朝奉大夫                                    | 直秘阁 ↓ 直天章阁         | 七年 （1117年） 六月                      | 宣和元年 （1119年） 四月                    | 致仕                                                         |
| 王倚     | 朝请郎 ↓ 朝奉大夫                                    | 直秘阁 ↓ 直龙图阁         | 宣和元年 （1119年） 六月                  | 四年 （1122年） 五月                        | 赴阙                                                         |
| 胡思诚   | 朝请大夫                                             | 直秘阁                    | 四年 （1122年） 六月                      | 是年 （1122年） 六月                        | 罢免                                                         |
| 葛胜仲   | 太中大夫                                             | 显谟阁侍制                | 四年 （1122年） 十月                      | 六年 （1124年） 九月                        | 移知邓州兼京西南路安抚使                                     |
| 强休甫   | 奉直大夫 ↓ 朝议大夫                                  |                           | 六年 （1124年） 十月                      | 靖康元年 （1126年） 三月                    | 罢免                                                         |
| 卢襄     | 中大夫                                               | 徽猷阁直学士              | 靖康元年 （1126年） 三月                  | 是年 （1126年） 四月                        | 除兵部侍郎                                                   |
| 郑滋     | 朝奉大夫                                             | 徽猷阁侍制                | 靖康元年 （1126年） 六月                  | 是年 （1126年） 九月                        | 移知平江府                                                   |
| 赵子漪   | 中大夫                                               |                           | 靖康元年 （1126年） 十一月                | 是年 （1126年） 十二月                      | 卒                                                           |
| 梁端     | 朝请大夫 ↓ 中奉大夫 ↓ 中大夫                         | 直秘阁 ↓ 直龙图阁         | 建炎元年 （1127年） 八月                  | 三年 （1129年） 四月                        | 丁母忧                                                       |
| 张虞卿   | 朝散郎 ↓ 朝请郎                                      |                           | 三年 （1129年） 八月                      | 是年 （1129年） 十一月                      | 主管南京鸿庆宫                                               |
| 赵子嶙   | 左朝散大夫                                           | 直秘阁                    | 三年 （1129年）                           | 四年 （1130年）                             |                                                              |
| 汪藻     | 朝散大夫 ↓ 左朝散大夫                                | 龙图阁直学士              | 绍兴元年 （1131年） 十月                  | 四年 （1134年） 九月                        | 移知抚州                                                     |
| 陈与义   | 左奉议郎 左太中大夫                                  | 徽猷阁直学士 资政殿学士   | 四年 （1134年） 九月 八年 （1138年） 四月 | 五年 （1135年） 二月 是年 （1138年） 七月   | 除给事中 提举临安府洞霄宫                                    |
| 李光     | 左朝奉郎                                             | 宝文阁侍制 ↓ 显谟阁直学士 | 五年 （1135年） 闰二月                    | 是年 （1135年） 七月                        | 移知平江府                                                   |
| 方孟卿   | 左朝奉郎                                             | 集英殿修撰 ↓ 徽猷阁侍制   | 五年 （1135年） 九月                      | 六年 （1136年） 三月                        | 提举江州太平观                                               |
| 汪思温   | 左朝散大夫                                           | 直徽猷阁                  | 六年 （1136年） 三月                      | 是年 （1136年） 八月                        | 除太府寺少卿                                                 |
| 宇文时中 | 左中奉大夫                                           | 直宝文阁                  | 六年 （1136年） 十一月                    | 八年 （1138年） 四月                        | 知建宁府                                                     |
| 常同     | 左朝请郎                                             | 显谟阁直学士              | 八年 （1138年） 七月                      | 九年 （1139年） 三月                        | 召赴行在                                                     |
| 朱胜非   | 左宣奉大夫                                           | 观文殿大学士              | 九年 （1139年） 三月                      | 是年 （1139年） 十月                        | 提举临安府洞霄宫                                             |
| 萧振     | 右奉议郎                                             | 徽猷阁侍制                | 九年 （1139年） 十一月                    | 十一年 （1141年） 三月                      | 提举临安府洞霄宫                                             |
| 秦梓     | 左承议郎                                             | 直秘阁                    | 十一年 （1141年） 六月                    | 是年 （1141年） 十二月                      | 差知温州，赴行在奏事，改除秘书省少监兼崇政殿说书             |
| 周葵     | 左承议郎                                             | 直秘阁                    | 十二年 （1142年） 三月                    | 是年 （1141年） 十二月                      | 移知平江府                                                   |
| 秦棣     | 右奉议郎                                             | 集贤殿修撰                | 十三年 （1143年） 二月                    |                                             |                                                              |
| 张宇     | 左朝奉大夫                                           | 直秘阁                    | 十四年 （1144年） 十二月                  | 十五年 （1145年） 十二月                    | 改差宫观                                                     |
| 王铁     | 右朝议大夫 ↓ 右中奉大夫                              | 敖文阁直学士              | 十六年 （1146年） 三月                    | 十七年 （1147年） 正月                      | 提举江州太平观                                               |
| 张官     | 右朝议郎                                             | 敖文阁侍制                | 十七年 （1147年） 二月                    | 是年 （1147年） 九月                        | 提举江州太平兴国宫                                           |
| 钱堪     | 左朝散郎                                             |                           | 十七年 （1147年） 十一月                  | 十八年 （1148年） 八月                      | 主管台州崇道观                                               |
| 赵叔涔   | 左中奉大夫                                           |                           | 十八年 （1148年） 九月                    | 十九年 （1149年） 七月                      | 罢免                                                         |
| 周奕     | 右朝奉郎                                             |                           | 十九年 （1149年） 七月                    | 二十一年 （1151年） 四月                    | 移知温州                                                     |
| 王会     | 右朝奉大夫                                           | 敖文阁直学士              | 二十一年 （1151年） 五月                  | 二十四年 （1154年） 四月                    | 移知秀州                                                     |
| 郭瑊     | 右朝奉郎                                             | 直秘阁 ↓ 秘阁修撰         | 二十四年 （1154年） 五月                  | 二十六年 （1156年） 正月                    | 主管台州崇道观                                               |
| 汪勃     | 左朝奉大夫                                           | 端明殿学士                | 二十六年 （1156年） 七月                  | 二十八年 （1158年） 四月                    | 提举江州太平兴国宫                                           |
| 李琳     | 左朝议大夫                                           | 敖文阁侍制                | 二十八年 （1158年） 五月                  | 二十九年 （1159年） 五月                    | 提举江州太平兴国宫                                           |
| 杨揆     | 右朝议大夫                                           | 敖文阁侍制                | 二十九年 （1159年） 六月                  | 是年 （1159年） 十月                        | 卒                                                           |
| 董平     | 右中大夫                                             | 集英殿修撰                | 三十年 （1160年） 六月                    | 三十一年 （1161年） 二月                    | 移知潭州                                                     |
| 陈之茂   | 左承议郎 ↓ 左朝奉郎                                  | 直秘阁                    | 三十一年 （1161年） 四月                  | 三十二年 （1162年） 十二月                  | 移知平江府                                                   |
| 郑作肃   | 左朝议大夫                                           | 直秘阁                    | 三十二年 （1162年） 十二月                |                                             |                                                              |
| 王师心   | 左正议大夫                                           | 显谟阁学士                | 乾道元年 （1165年） 正月                  | 是年 （1065年） 八月                        | 提举江州太平兴国宫                                           |
| 王时升   | 左中奉大夫                                           |                           | 乾道元年 （1165年） 九月                  | 二年 （1066年） 八月                        | 提举江州太平兴国宫                                           |
| 王十朋   | 左承议郎                                             | 敖文阁侍制                | 三年 （1167年） 九月                      | 四年 （1168年） 四月                        | 提举江州太平兴国宫                                           |
| 刘敏士   | 右朝散大夫                                           |                           | 四年 （1168年） 四月                      |                                             |                                                              |
| 唐瑑     | 右朝请大夫                                           | 直龙图阁                  | 四年 （1168年） 五月                      | 六年 （1170年） 正月                        | 除江南东路转运使，改知建康府                                 |
| 林栗     | 左朝请郎                                             | 直宝文阁                  | 六年 （1170年） 二月                      | 是年 （1170年） 十一月                      | 移知兴化军                                                   |
| 向汮     | 右朝请大夫                                           | 直秘阁 ↓ 直宝文阁         | 六年 （1170年） 十一月                    | 七年 （1171年） 十二月                      | 移知平江府                                                   |
| 单夔     | 右奉议郎                                             |                           | 八年 （1172年） 正月                      | 是年 （1172年） 七月                        | 除户部司员外郎，总领淮西、江东军马钱粮、专一报发御前军马文字 |
| 薛季宣   | 右通直郎 ↓ 右奉议郎                                  |                           | 八年 （1172年） 八月                      | 九年 （1173年） 二月                        | 改知常州                                                     |
| 张宗元   | 左中奉大夫                                           | 秘阁修撰                  | 九年 （1173年） 三月                      |                                             |                                                              |
| 赵师夔   | 右宣教郎 ↓ 承议郎                                    | 直徽猷阁 ↓ 直龙图阁       | 九年 （1173年） 五月                      | 淳熙三年 （1176年） 三月                    | 除两浙西路提点刑狱公事                                       |
| 巩湘     | 朝奉大夫 ↓ 朝散大夫                                  |                           | 三年 （1176年） 四月                      | 四年 （1177年） 十二月                      | 除知明州                                                     |
| 曾逮     | 朝请郎 ↓ 朝奉郎                                      | 集英殿修撰                | 五年 （1178年） 五月                      | 六年 （1179年） 三月                        | 改知镇江府                                                   |
| 赵粹中   | 奉议郎                                               | 龙图阁侍制                | 六年（1179年）四月                        | 是年（1179年）四月                          | 罢免                                                         |
| 赵伯驌   | 武功大夫                                             | 忠州团练使                | 六年 （1179年） 四月                      |                                             |                                                              |
| 王正己   | 朝散郎                                               |                           | 六年 （1179年） 七月                      | 是年 （1179年） 十一月                      | 罢免                                                         |
| 赵彦逾   | 朝奉郎                                               |                           | 六年 （1179年） 十二月                    | 七年 （1180年） 十一月                      | 除淮南西路转运使司判官                                       |
| 胡南逢   | 朝奉郎                                               |                           | 七年 （1180年） 十二月                    | 九年 （1182年） 二月                        | 除宫观                                                       |
| 赵善杜   | 朝散郎                                               |                           | 九年 （1182年） 二月                      | 是年 （1182年） 八月                        | 以忧去职                                                     |
| 颜度     | 朝奉大夫                                             | 直宝文阁                  | 九年 （1182年）                           |                                             |                                                              |
| 刘藻     | 奉议郎                                               |                           | 十一年 （1184年） 八月                    | 十二年 （1185年） 十月                      | 罢免                                                         |
| 赵思     | 朝奉大夫 ↓ 朝散大夫                                  | 直龙图阁                  | 十二年 （1185年） 十月                    | 十五年 （1188年） 九月                      | 除起居郎                                                     |
| 张澈     | 朝奉大夫 ↓ 奉直大夫                                  |                           | 十五年 （1188年）                         | 绍熙元年 （1190年） 四月                    | 除江淮荆浙湖广福建潼川利州路都大提点坑冶铸钱公事             |
| 王信     | 中大夫                                               |                           | 绍熙元年 （1190年） 五月                  | 是年 （1190年） 十二月                      | 移知绍兴府                                                   |
| 王回     | 朝请大夫                                             | 直徽猷阁                  | 二年 （1191年） 二月                      | 三年 （1192年） 四月                        | 除江南东路提点刑狱公事                                       |
| 赵不迹   |                                                      |                           | 三年 （1192年） 六月                      | 四年 （1192年） 正月                        | 除江淮荆浙湖广福建潼川利州路都大提点坑冶铸钱公事             |
| 赵元夫   | 朝请郎                                               |                           | 四年 （1193年） 三月                      | 是年 （1193年） 九月                        | 罢免                                                         |
| 潘景珪   | 中散大夫                                             | 秘阁修撰                  | 四年 （1193年） 十二月                    | 五年 （1194年） 十一月                      | 除宫观                                                       |
| 虞俦     | 朝奉大夫                                             | 直秘阁                    | 五年 （1194年） 十二月                    | 庆元二年 （1196年） 二月                    | 改知婺州                                                     |
| 孟浩     | 朝奉大夫                                             |                           | 庆元二年 （1196年） 四月                  | 三年 （1197年） 六月                        | 罢免                                                         |
| 赵善宣   | 朝奉大夫                                             |                           | 三年 （1197年） 八月                      | 是年 （1197年） 十月                        | 罢免                                                         |
| 张震     | 朝奉大夫                                             |                           | 三年 （1197年） 十二月                    | 五年 （1199年） 六月                        | 除福建路提点刑狱公事                                         |
| 李景和   | 朝奉大夫                                             |                           | 五年 （1199年） 七月                      | 嘉泰元年 （1201年） 三月                    | 召赴行在                                                     |
| 富琯     | ↓ 朝奉大夫                                           |                           | 嘉泰元年 （1201年） 四月                  | 二年 （1202年） 七月                        | 召赴行在                                                     |
| 陈鈞     | 朝奉郎 ↓ 朝散郎                                      |                           | 二年 （1202年） 九月                      | 三年 （1203年） 正月                        | 除宫观                                                       |
| 汪泳     | 朝奉大夫 ↓ 朝散大夫                                  |                           | 三年 （1203年） 二月                      | 四年 （1204年） 五月                        | 除宫观                                                       |
| 留佑贤   | 朝奉大夫                                             |                           | 四年 （1204年） 六月                      | 开禧二年 （1206年） 二月                    | 除荆湖南路提举常平茶盐公事                                   |
| 周梦祥   | 朝奉郎 ↓ 朝散郎                                      |                           | 开禧二年 （1206年） 三月                  |                                             |                                                              |
| 王炎     | 朝议大夫                                             |                           | 三年 （1207年） 十二月                    | 嘉定二年 （1209年） 正月                    | 罢免                                                         |
| 魏大中   | 朝奉大夫 ↓ 朝散大夫                                  |                           | 嘉定二年 （1209年） 三月                  | 三年 （1210年） 三月                        | 除军器寺监                                                   |
| 杨长孺   | 朝奉郎 ↓ 朝散郎                                      |                           | 四年 （1211年） 三月                      | 五年 （1212年） 十月                        | 除两浙东路提举常平茶盐公事                                   |
| 赵崇规   | 朝奉郎                                               |                           | 五年 （1212年） 十月                      | 六年 （1213年） 四月                        | 罢免                                                         |
| 张忠恕   | 朝散郎                                               |                           | 六年 （1213年） 四月                      | 七年 （1214年） 四月                        | 除司农寺丞                                                   |
| 林岳     | 朝请郎                                               |                           | 七年 （1214年） 四月                      | 八年 （1215年） 九月                        | 除宫观                                                       |
| 赵汝逵   | 朝散郎 ↓ 朝奉大夫                                    |                           | 八年 （1215年） 十月                      | 十年 （1217年） 十月                        | 差知婺州                                                     |
| 赵善湘   | 朝请郎                                               |                           | 十年 （1217年） 十月                      | 十一年 （1218年） 四月                      | 丁忧                                                         |
| 陈汶     | 奉议郎 ↓ 承议郎                                      |                           | 十一年 （1218年） 五月                    | 十三年 （1220年） 五月                      | 召赴行在奏事                                                 |
| 赵希蓁   | 朝散郎                                               |                           | 十三年 （1220年） 五月                    | 十四年 （1221年） 二月                      | 除太府寺丞                                                   |
| 赵希苍   | 朝请郎 ↓ 朝奉大夫                                    |                           | 十四年 （1221年） 三月                    | 十五年 （1222年） 八月                      | 除宫观                                                       |
| 谢采伯   | 朝请大夫                                             |                           | 十五年 （1222年） 八月                    | 是年 （1222年） 九月                        | 监尚书省六部门                                               |
| 宋济     | 朝请大夫                                             |                           | 十五年 （1222年） 十一月                  | 十七年 （1224年） 四月                      | 除左司郎中                                                   |
| 谢周卿   |                                                      |                           |                                           |                                             |                                                              |
| 王元春   | 中大夫                                               | 秘阁修撰 ↓ 右文殿修撰     | 宝庆元年 （1225年） 正月                  | 是年 （1225年） 五月                        | 知平江府                                                     |
| 梁紘     | 朝请大夫                                             |                           | 宝庆元年 （1225年） 六月                  | 三年 （1227年） 八月                        | 除左司员外郎                                                 |
| 赵希观   | 朝散郎 ↓ 朝请郎                                      |                           | 三年 （1227年） 八月                      | 绍定二年 （1229年） 十二月                  | 满替                                                         |
| 赵汝惮   | 朝请郎 ↓ 朝奉大夫                                    |                           | 绍定二年 （1229年） 十二月                | 三年 （1230年） 十一月                      | 除将作监主簿                                                 |
| 徐愿     |                                                      |                           | 三年 （1230年） 十二月                    | 五年 （1232年） 十二月                      | 满任                                                         |
| 赵与欢   | 朝奉大夫                                             | 直宝章阁                  | 六年 （1233年） 二月                      | 是年 （1233年） 十月                        | 丁母忧                                                       |
| 万逮     | 朝请郎                                               |                           | 六年 （1233年） 十一月                    | 端平元年 （1234年） 四月                    | 罢免                                                         |
| 林申     | 朝奉大夫 ↓ 朝散大夫                                  |                           | 端平元年 （1234年） 九月                  | 三年 （1236年） 九月                        | 除太府寺丞                                                   |
| 林幼节   | 朝奉郎                                               |                           | 三年 （1236年） 九月                      | 嘉熙元年 （1237年） 六月                    | 除宫观                                                       |
| 刘震孙   | 承议郎 ↓ 朝奉郎                                      |                           | 嘉熙元年 （1237年） 八月                  | 二年 （1238年） 四月                        | 除兵部司郎中兼督视京西湖南北江西路军马府参议官               |
| 赵希圣   | 朝奉郎                                               |                           | 二年 （1238年） 闰四月                    | 是年 （1238年） 六月                        | 改差知嘉兴府                                                 |
| 俞垓     | 朝奉大夫                                             |                           | 二年 （1238年） 十一月                    | 三年 （1239年） 七月                        | 召赴行在奏事                                                 |
| 谢奕修   | 朝奉大夫                                             |                           | 三年 （1239年） 七月                      | 四年 （1240年） 正月                        | 奉圣旨与祠禄                                                 |
| 王侑     |                                                      |                           | 四年 （1240年） 六月                      | 淳祐元年 （1241年） 二月                    | 上疏自劾，乞宫观                                             |
| 黄辰显   |                                                      |                           |                                           |                                             |                                                              |
| 黄㮚     | 朝奉大夫                                             |                           | 淳祐元年 （1241年） 十二月                | 三年 （1243年） 正月                        | 主管建康府崇禧观                                             |
| 杨瑾     |                                                      |                           |                                           |                                             |                                                              |
| 周坦     | 承议郎                                               |                           | 四年 （1244年） 八月                      | 五年 （1245年） 五月                        | 除秘书省丞                                                   |
| 赵时诂   | 朝散郎                                               |                           | 五年 （1245年） 六月                      | 六年 （1246年） 二月                        | 丁父忧                                                       |
| 蔡节     | 朝散郎                                               | 集英殿修撰                | 六年 （1246年） 三月                      | 七年 （1247年） 七月                        | 改知婺州                                                     |
| 徐梦衍   | 奉议郎 ↓ 承议郎                                      |                           | 七年 （1247年） 七月                      | 八年 （1248年） 十二月                      | 除司农寺丞                                                   |
| 莊同孙   | 朝请郎 ↓ 朝奉大夫                                    |                           | 九年 （1249年） 正月                      | 十年 （1250年） 九月                        | 除都官司郎中                                                 |
| 谢奕勋   | 通直郎                                               |                           | 十年 （1250年） 十月                      |                                             |                                                              |
| 高卫孙   | 朝散大夫                                             |                           | 十一年 （1251年） 十一月                  | 宝祐元年 （1253年） 十二月                  | 除度支司郎中                                                 |
| 林存     | 承议郎                                               |                           | 宝祐元年 （1253年） 十二月                | 二年 （1254年） 七月                        | 离任                                                         |
| 杨缵     | 朝议大夫                                             | 直显谟阁                  | 二年 （1254年） 七月                      | 四年 （1256年） 七月                        | 除司农寺少卿                                                 |
| 吴子明   | 朝请郎                                               | 直宝章阁                  | 四年 （1256年） 七月                      | 六年 （1258年） 四月                        | 除将作监                                                     |
| 何梦桂   | 朝请郎                                               |                           | 六年 （1258年） 四月                      | 开庆元年 （1259年） 十月                    | 除国子监司业                                                 |
| 全清夫   | 朝散大夫                                             | 集英殿修撰                | 开庆元年 （1259年） 十月                  | 景定元年 （1260年） 六月                    | 提举福建路市舶                                               |
| 吴君擢   | 朝请郎                                               | ↓ 直宝谟阁                | 景定元年 （1260年） 六月                  | 二年 （1261年） 六月                        | 改知嘉兴府                                                   |
| 陈淳昌   | 朝请郎                                               | ↓ 直秘阁                  | 二年 （1261年） 七月                      | 三年 （1262年） 十一月                      | 除右司郎中                                                   |
| 谢奕焘   | 朝请郎                                               | 直徽猷阁 ↓ 直显谟阁       | 三年 （1262年） 十一月                    | 五年 （1264年） 二月                        | 除除江淮荆浙湖广福建潼川利州路都大提点坑冶铸钱公事           |
| 史越翁   |                                                      |                           |                                           |                                             |                                                              |
| 赵时橐   |                                                      |                           | 五年 （1264年） 八月                      | 咸淳二年 （1266年） 十月                    | 离任                                                         |
| 项公泽   | 朝请郎                                               |                           | 咸淳二年 （1266年） 十月                  | 三年 （1267年） 四月                        | 离任                                                         |
| 孔应得   | 承议郎                                               |                           | 三年 （1267年） 七月                      | 四年 （1268年） 六月                        | 离任                                                         |
| 莊弥邵   | 承议郎                                               |                           | 四年 （1268年）                           |                                             |                                                              |
| 赵必槐   | 朝奉大夫                                             |                           | 七年 （1271年）                           |                                             |                                                              |
| 李庚     |                                                      |                           |                                           |                                             |                                                              |
| 赵良淳   |                                                      |                           | 德祐元年 （1275年）                       | 二年 （1276年） 正月                        | 城破，自尽                                                   |
| 陈太素   |                                                      |                           |                                           |                                             |                                                              |
| 刘越     |                                                      |                           |                                           |                                             |                                                              |
| 邓錧     |                                                      |                           |                                           |                                             |                                                              |